# 루돌프 켐페

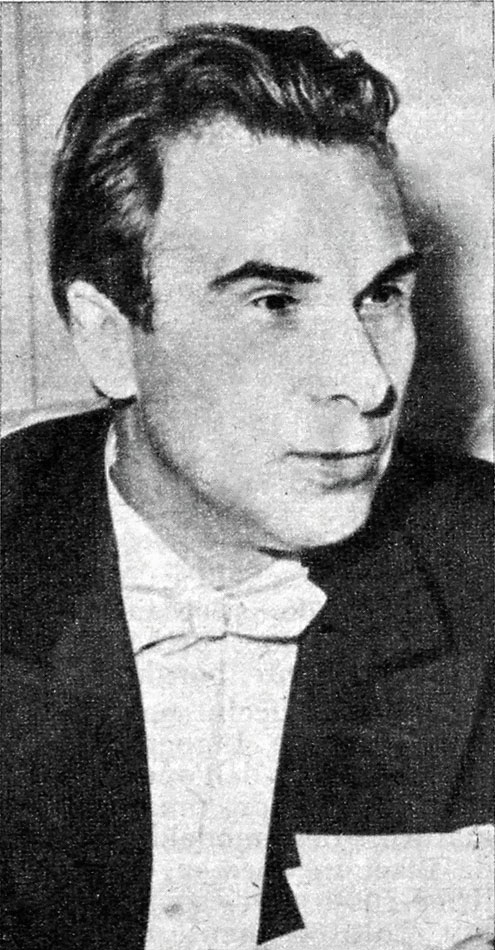

루돌프 켐페 (Rudolf Kempe, 1910 – 6월 14일 ~ 1976년 5월 12일)는 독일의 지휘자이다.
켐페는 드레스덴 에서 태어나 14세부터 드레스덴 국립 오페라 학교에서 공부했다. 그는 1929년부터 도르트문트의 오페라 오케스트라 와 라이프치히 게반트하우스 오케스트라에서 오보에를 연주했다. 오보에 외에도 그는 정기적으로 독주자로서 실내악이나 반주에서 피아노를 연주했으며, 그 결과 1933년 라이프치히 오페라의 새로운 감독이 켐페를 코레페티토어, 나중에는 지휘자가 되도록 초청했다.
제2차 세계 대전 동안 켐페는 군대에 징집되었지만 현역 복무 대신 음악 활동에 참여하여 군대를 위해 연주하고 나중에 켐니츠 오페라 하우스의 상임 지휘자를 맡았다.
켐페는 1949년부터 1952년까지 드레스덴 오페라와 슈타츠카펠레 드레스덴 을 지휘하여 Der Rosenkavalier, Die Meistersinger, Der Freischütz를 포함한 첫 번째 레코드를 만들었다. The Record Guide는 '그는 드레스덴 오케스트라에서 최상의 연주를 얻었다. 그는 여생 동안 드레스덴 오케스트라와 관계를 유지했으며 스테레오 시대에 그들과 함께 가장 잘 알려진 레코드 중 일부를 만들었다.
그의 국제적 경력은 1951년 시즌에 비엔나 국립 오페라극장 에서 활동하면서 시작되었으며, 이 기간 동안 그는 Die Zauberflöte, Simon Boccanegra 및 Capriccio를 지휘했다.
켐페는 1955년부터 Royal Philharmonic (RPO)과 제휴했다. 1960년 그는 오케스트라의 창시자 비첨 경이 선택한 부지휘자가 되었다. 1961년과 1962년에는 RPO의 상임 지휘자였으며 1963년부터 1975년까지 예술 감독을 역임했다. RPO의 한 회원은 나중에 켐페에 대해 "그는 오케스트라의 훌륭한 지휘자이자 매우 훌륭한 반주자였다. . . 켐페는 마치 경주용 자동차를 몰고 커브를 돌면서 피아노를 따라가는 사람 같았다." 켐페는 Beecham의 남성 전용 규칙을 폐지하고 여성을 RPO에 도입했다. 여성이 없는 오케스트라는 "항상 군대를 생각나게 합니다"라고 그는 말했다. 첫 번째는 바이올리니스트 크리스타 루퍼트( Christa Ruppert )였다.  1970년 RPO는 그를 종신지휘자로 지명했으나 1975년 오케스트라에서 사임했다.
1965년부터 1972년까지 켐페는 Tonhalle-Orchester Zürich 와 함께 일했고, 1967년부터 죽을 때까지 뮌헨 필하모닉을 지휘했으며, 그와 함께 국제 순회 공연을 하고 베토벤 교향곡의 첫 번째 4중음 성 세트를 녹음했다.
생의 마지막 몇 달 동안 켐페는 BBC 심포니 오케스트라의 상임지휘자였다. 1976년 7월 16일 헨리 우드 프롬나드 콘서트( Henry Wood Promenade Concerts )의 오프닝 콘서트에서 그가 베토벤의 장엄미사Missa solemnis에서 지휘하게 되었는데, 두 달 전 취리히에서 켐페가 65세의 나이로 사망한 후 그를 위한 기념 콘서트가 되었다.